# Ківатичи
Ківатичи (біл. Ківацічы) — село у складі Кобринського району Берестейської області, Білорусь. Відноситься до Тевельської сільради. Населення — 10 осіб (2019). Знаходиться на етнічних українських землях Берестейщини.

## Історія
Поселення відоме ще з XIV століття. Знаходиться на історичних етнічних українських землях Берестейщини. Розташоване за 21 км на північний захід від міста та станції Кобрин, 5 км на північний захід від станції Тевлі, за 72 км на схід від Береста, біля автодороги Р102 Кобрин-Кам'янець.
Шляхтич Тишко Ходкевич Кореневський успадкував та був власником с. Ківатичи, Кореневе, та інших земель поблизу Юрківщини, біля Кам'янця Литовського, на Берестейщині. Під час зазіхань на території маєтку Ківатичи, Юрій Пацевич убив шляхтича Тишка Ходкевича Коренєвського, за що в 1499 році був змушений заплатити його сину Патею Тишкевичу з братами 200 кіп литовських грошей і поступитися спірною територією родині померлого.
Пізніше Юрій Пац володів значними маєтками, зокрема: Ківатичами (Берестейське воєводство); Ружанка, Мілківщина (Лідський повіт). Намагався забрати посажні маєтки Кобринської княжни Анни Бельської. Після смерті його великі землеволодіння перейшли до сина Миколая. У 1528 р. населений пункт відомий як маєток М. Паца.
У XVII—XVIII століттях ці землі входили до складу Речі Посполитої.
Після Третього поділу Речі Посполитої (1795 рік) поселення увійшло до складу Російської імперії. З 1801 року у складі Кобринського повіту Гродненської губернії. За описом 1875 року частка українців серед чоловіків призовного віку Кобринського повіту становила 90,2 %, євреїв — 8 %, поляків — 0,8 %, німців — 0,1 %, татар — 0,01 %
Відповідно до Ризької мирної угоди (1921) поселення увійшло до складу міжвоєнної Польщі, де належало до Кобринського повіту Поліського воєводства. З 1939 року увійшло до складі Білоруської РСР.
Кількість населення: 
- 1999 рік: 22 господарства, 48 осіб;
- 2005 рік: 19 господарств, 47 осіб;
- 2016 рік: 15 господарств, 37 осіб;
- 2019 рік: 10 осіб.